# Херашти (Валча)
Херашти (рум. Herăști) насеље је у Румунији у округу Валча у општини Гиороју. Oпштина се налази на надморској висини од 219 m.

## Становништво
Према подацима из 2002. године у насељу је живело 305 становника, од којих су сви румунске националности.